# وادي حوز
وادي حوز هو نهر في إسبانيا يصب في الوادي الكبير غرب قرطبة.